# عبقة أليفة الجبال
عبقة أليفة الجبال (الاسم العلمي:Osmanthus monticola) هي نوع من النباتات تتبع جنس العبقة من الفصيلة الزيتونية.